# 东方快车 (软件)
东方快车是曾在中国大陆十分流行的一款内码转换与翻译软件套装，由北京铭泰公司开发。其主要版本有东方快车98、东方快车2000、东方快车3000、东方快车2003等。
东方快车包含有全文翻译软件“东方快文”、字典软件“东方快典”、软件汉化工具“永久汉化”、Internet Explorer浏览器网页全文翻译工具“东方网译”、内码转换工具“东方快码”、针对非中文操作系统用户的中文汉字系统“东方汉神”等软件。